# Walter Zwolinski
Walter 'Zwol' Zwolinski (Toronto, 1 januari 1946) is een Canadese zanger, songwriter, toetsenist en frontman van de Canadese rockband Brutus.

## De band Brutus
De band Brutus werd opgericht in 1969 en was de openingsact voor populaire Canadese en Amerikaanse bands, die toerden door Canada. De band werd in 1971 ontbonden, maar werd in 1973 heropgericht met een gewijzigde bezetting met een nieuwe uitstraling. De nieuwe Brutus-bezetting nam de twee succesvolle singles Who Wants to Buy a Song en Ooh Mama Mama op bij GRT Records in 1975. Hun debuutalbum zou volgen in 1976, maar slechts twee toegevoegde singles zouden volgen, voordat ze definitief stopten.

## Bezetting Brutus
- Walter Zwolinski[3] (zang)
- Tom Wilson[4] (basgitaar)
- Michael Magann (trompet)
- Lance Wright[5] (drums)
- Eldon Sonny Wingay[6] (gitaar)
- Bill Robb (saxofoon, trombone)

## Solo-carrière
Zwol tekende tijdens de late jaren 1970 bij het Amerikaanse EMI Records en nam de twee albums Zwol (1978) en Effective Immediately (1979) op. Van het gelijknamige album bereikten de twee singles Call Out My Name en New York City de Billboard Hot 100. Bandleden bij Effective Immediately waren Bernie LaBarge (zang, gitaar), Grant Slater (zang, toetsen), Sonnie Bernardi (drums) en Dennis Pinhorn (zang, basgitaar).
In 1981 tekende Zwol een platencontract bij A&M Records voor zijn nieuwe band Walter Zwol & the Rage. Ze brachten het album Thrillz uit, maar er kwamen geen singles in de hitlijst. De bandleden waren Bernie LaBarge (zang, gitaar), Grant Slater (zang, toetsen), Paul Armstrong (drums) en Dennis Pinhorn (zang, basgitaar).
Zwol heeft genoten van de trouwe steun en adoratie van een harde kern van fans tijdens de laatste tien jaar. Diverse afdelingen van de NWZCA (National Walter Zwol Cult of America) zijn nog actief in steden overal in de Verenigde Staten, Canada en Europa.

## Discografie

### Singles
- 1978:	New York City
- 1979: Call Out My Name
- 1979: Southern Part of France
- 1979: Shaka Shaka

- International Standard Name Identifier: 0000 0000 7499 3069
- Library of Congress Control Number: no98030095
- Virtual International Authority File: 104011775
- WorldCat: E39PBJdRxtYYkTdJJyM8GX6VG3